# Краснофлотский (Волгоградская область)
Краснофлотский — посёлок в Светлоярском районе Волгоградской области, в составе Светлоярского городского поселения.

## География
Посёлок расположен в пределах Прикаспийской низменности и занимает практически плоский участок местности на правом берегу Волги (так называемого Чапурниковского затона). Вдоль берега Волги тянется обрыв. Посёлок расположен на высоте около 13 метров над уровнем моря.
Географическое положение
Посёлок находится примерно на равном расстоянии от рабочего посёлка Светлый Яр и Красноармейским районом города Волгограда. По автомобильным дорогам общего пользования расстояние до рабочего посёлка Светлый Яр — 5 км, до центра Волгограда — 64 км.

## История
Основан в первой половине 20-го века под названием УНР-508 переименован в посёлок Краснофлотский решением Сталинградского облисполкома от 07 мая 1953 года № 16/1021.

## Население
Динамика численности населения по годам:
| 1987 | 2002 | 2010 |
| ---- | ---- | ---- |
| ≈260 | 224  | 225  |

## Инфраструктура
Личное подсобное хозяйство.

## Транспорт
Близ посёлка расположена железнодорожная станция Татьянка-Южная и не пассажирская станция Краснофлотск